# تيرنس هارديمان
تيرنس هارديمان (بالإنجليزية: Terrence Hardiman)‏ (و. 1937 – م) هو ممثل من المملكة المتحدة .

## التعليم
تعلم في جامعة كامبريدج

## روابط خارجية
- تيرنس هارديمان على موقع IMDb (الإنجليزية)
- تيرنس هارديمان على موقع ألو سيني (الفرنسية)
- تيرنس هارديمان على موقع ميوزك برينز (الإنجليزية)
- تيرنس هارديمان على موقع أول موفي (الإنجليزية)
- تيرنس هارديمان على موقع قاعدة بيانات الأفلام السويدية (السويدية)
- تيرنس هارديمان على موقع ديسكوغز (الإنجليزية)
- تيرنس هارديمان على موقع قاعدة بيانات الفيلم (الإنجليزية)
- تيرنس هارديمان على موقع كينوبويسك (الروسية)